# フェンダー・テレキャスター
テレキャスター（Telecaster）は、フェンダーの創業者、レオ・フェンダーが開発したエレクトリック・ギター。

## 概要
1949年頃、「エスクワイヤー」の名前で発売された後のテレキャスター・シリーズは、ソリッド・ボディとボルトオン・ネックなどの斬新な構造を持ち、従来のギターの概念からは大きく離れたものであったが、市場からは好評を博した。テレキャスターの成功により、保守的な製品ラインナップだったギブソンもレス・ポール・モデルを発表し、以降、大手メーカー各社がソリッド・ボディー市場へ参入した。その後もフェンダーの主力機種、ひいてはエレクトリックギターの定番として、ストラトキャスターと共に現在まで生産が継続されている。

## 構造

### 工業製品としてのエレキギター
テレキャスターはボディが削り出しの木で空洞部分がなく、ネックも一本の木材から削り出し、さらにネックとボディを別々の工程で製作し、両者を4本の木ネジで繋ぐという、「デタッチャブル方式（ボルトオン方式）」と呼ばれる構造、製法である。発売当初のボディはアッシュ材などを継いで整形した一枚板（ソリッド・ボディ）で、ギブソンのレスポールモデルのようにボディ表面をなめらかな曲面仕上げにする手間を省いた、真っ平なトップ形状が特徴である。ネックはメイプル材を削り出し、ヘッドには角度を付けず（ナットにかかるテンションを稼ぐためにストリング・リテイナーが付けてある）、指板材は貼り合わせずにフレットを直接打ちこんだもの（ワンピース・ネック）であった。それまで主流だったフルアコースティックタイプのギターでは、ボディが空洞で、しかもネックとボディをニカワなどで接着していたため、非常に正確で緻密な作業が必要とされたが、フェンダーは工程を単純化する大胆な手法を採用した。
さらにボリューム、トーン・コントロールなどのスイッチ類を、ボディ裏から木をくり抜いてセットするのではなく、一連のユニットとしてひとつの金属プレートにまとめてボディ表面にキャビティを堀りネジ止めされている。さらにリア・ピックアップには金属プレート（ビリッジ）が設置されており、配線（弦アース）もこのプレートとブリッジプレートの導通を生かしてピックアップ・プレート→ネジ→ブリッジ・プレート→サドル→弦と導通されている。このため弦アースの配線穴を通す必要がない。
ピックアップはボディ表面から取り付けられ、ブリッジユニットはリアピックアップのマウント台を兼ねており、テールピースは省略され、弦はボディ裏から通されるなど、信頼性と音質とコストダウンを両立させ、流れ作業的な大量生産を可能にする構造になっていた。

### ピックアップ

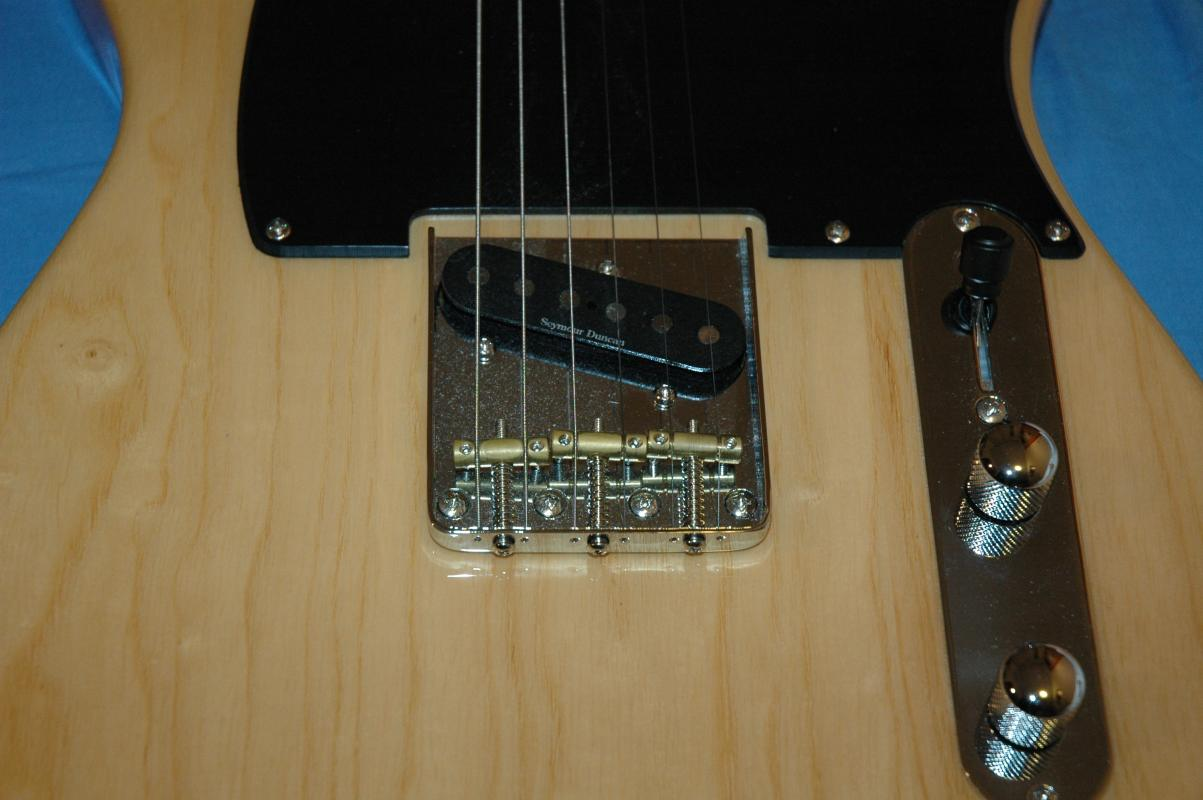
ヴィンテージ・モデルのブリッジ部分。リア・ピックアップはセイモア・ダンカン社の製品に換装されている。

ピックアップは、フロントとリアにそれぞれ異なるものが搭載されている。フロントピックアップは細いボビンに金属のカバーをかぶせたものであり、リアはカバーのない幅広のボビンで、ブリッジ・ユニットから直接吊るされる。リアピックアップには、フェンダーがそれまで作っていたスティール・ギターの影響が残っているとも言われる。
フロントピックアップは、当時発売されていなかったエレクトリックベース代わりとしても使用できるように開発したとの説や、ジャズミュージシャンに人気のあったギブソンのような音を狙ったという説もある。だが、このフロント・ピックアップを若干パワー不足と感じる者もおり、キース・リチャーズやロビー・ロバートソン、アンディ・サマーズ、アルバート・コリンズ、マイク・スターンなど、フロントをギブソン型のハムバッキング・ピックアップに交換してしまうギタリストも多い。
フェンダーオリジナルのハムバッカーを搭載したカスタム、シンラインやデラックスといった派生機種も、ギブソンのそれとは異なる独特な音色が支持されている。

### デザイン

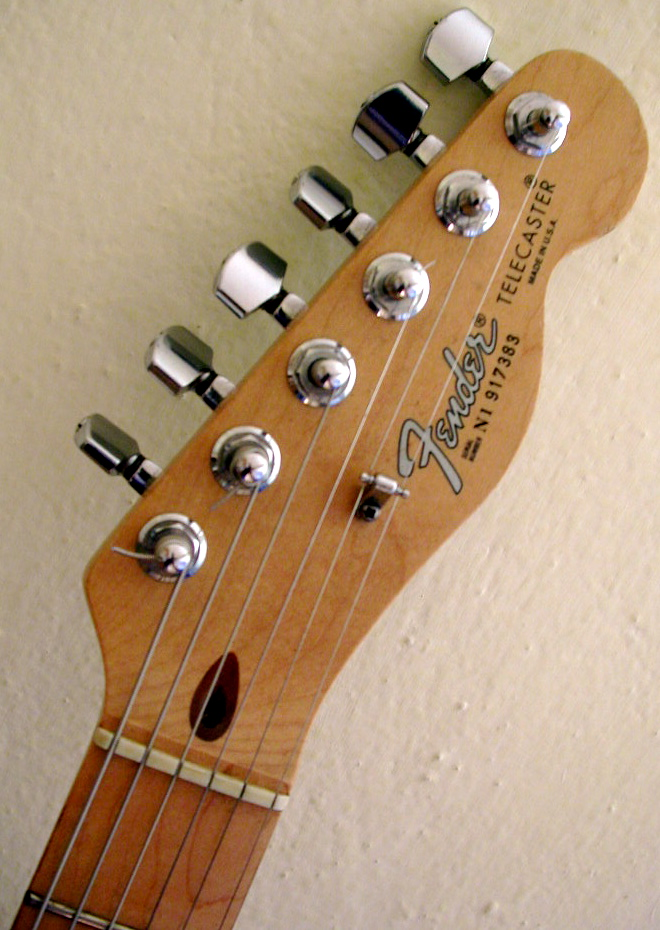
ローラー式ストリングガイド、ロトマチック・タイプの糸巻きなどを装備した現行スタンダード・モデルのヘッドストック。

ヘッドは6個の糸巻きを直列に並べたデザイン、ボディはマーティンのドレッドノートモデルに影響を受けたシェイプに、高音域の演奏性を考えてカッタウェイを設けたスタイルである。樹脂製の大型のピックガードが装着され、色は木目の透けたクリーム色（ブロンド）がメインカラーで、追ってサンバースト、ブラック、レッドなど各色のバリエーションが増えていった。
1970年代になるとNCルーターが導入されたが、左肩のネックポケット部分が正しく切り出されなくなってしまった（それまでのテレキャスターは左肩のネックポケットはLのように切り出されていたが、70年代に入ると若干曲線があがり、Lではなくなってしまった）。1981年に入ると、この間違いに気付き、NCルーターの見直しが図られ、ボディ・シェイプは元に戻された。

## 音色
フェンダーのギターの特徴はシングルコイルを活かした、澄んだ高音域である。ギブソンのハムバッカーに比べるとノイズを拾いやすいという欠点はあるが、硬質ではっきりとした音を出すことが容易である。
ピックアップはフロントとリアでそれぞれ巻き方が異なっており、ピックアップセレクターでセンター（フロント＋リア）を選んだ場合、ハムバッカーの原理のようにノイズを消す事ができる。この状態を「ハムキャンセル」と言う。
トレモロユニットを装着した後年のフェンダー（ストラトキャスター、ジャズマスターなど）のギターに較べ、テレキャスターはよりタイトで独特のアタック音を持つ。また、リアピックアップの周囲にある金属プレートもテレキャスターならではの音の要因と考えられている。

## 歴史

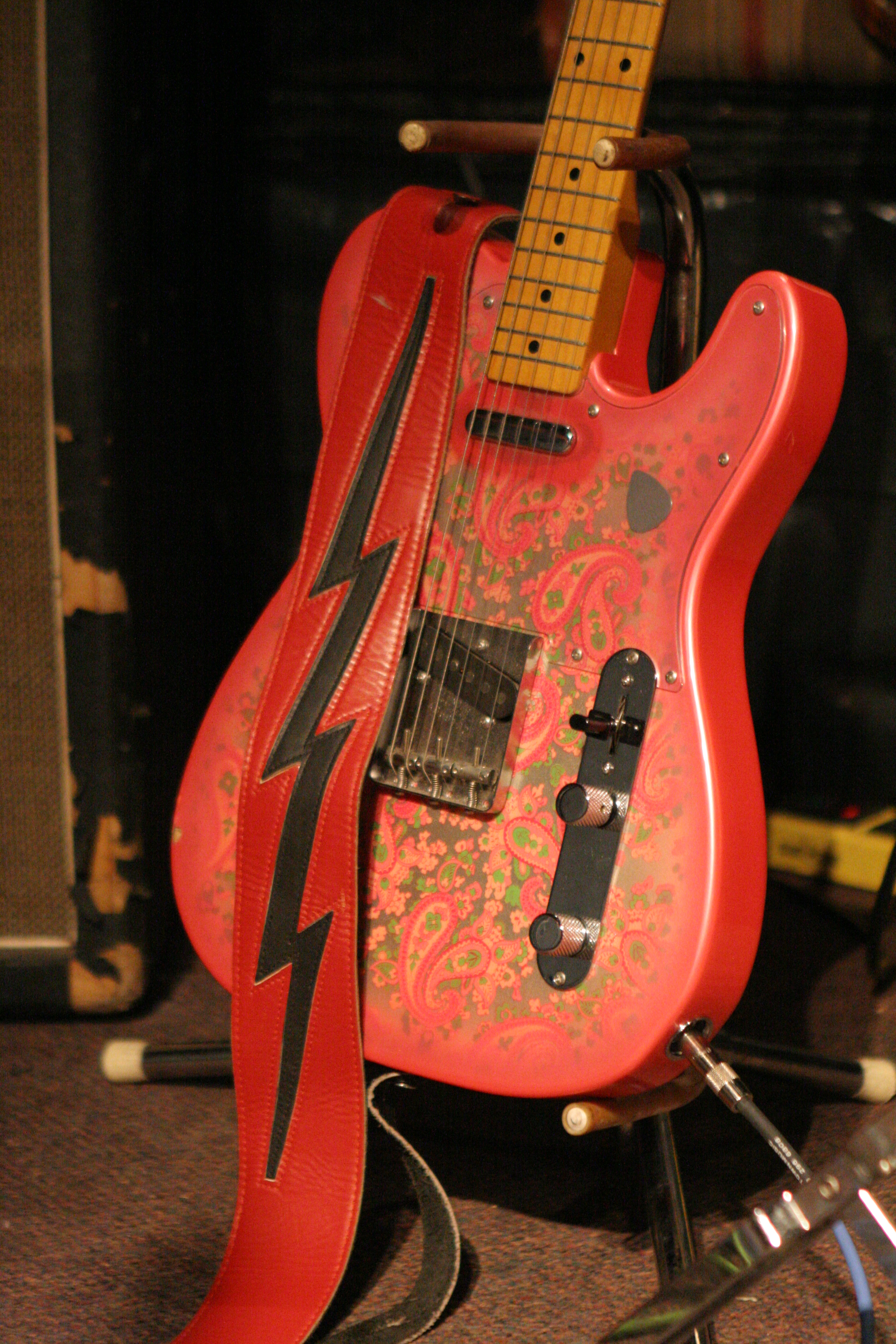
ペイズリー柄

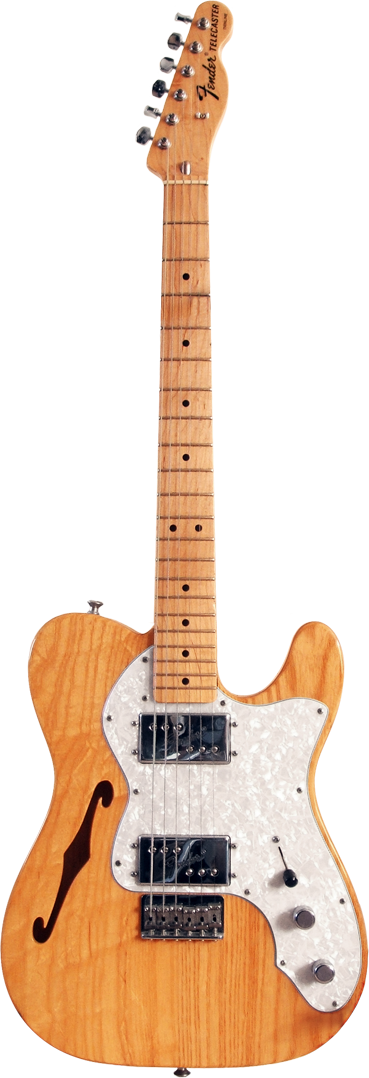
1972年製テレキャスター・シンライン

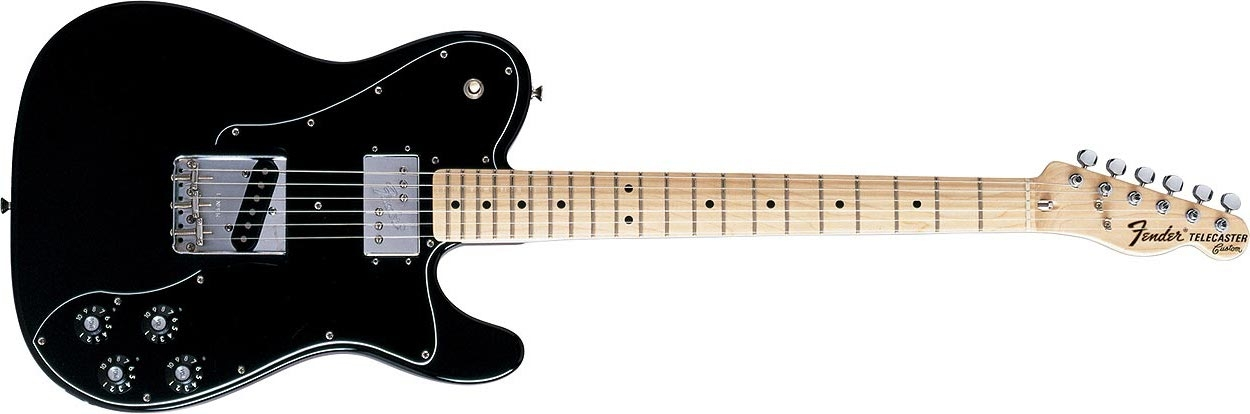
1976年型テレキャスター・カスタム

### 創成期
当初はエスクワイヤー（Esquire）の名称で1949年に発表、ブロードキャスター(Broadcaster)という名前で1950年に発売された。だがグレッチが既に類似の名称(Broadkaster、読みは同じ)をスネアドラムで商標登録していたため、名前が似ていて紛らわしいと苦情が来て使えなくなってしまった。これにより名称変更を余儀なくされたフェンダーだがすぐに決定とは行かず、とりあえず製造済みのデカールからBroadcasterの名前を撤去した古いデカールを使用して販売、この時期の物はノーキャスター(Nocaster)と呼ばれる。そして発売から2年後の1951年に「テレキャスター」が新しい名前として採用された。「ブロードキャスター」、「テレキャスター」は、どちらも当時開始されたばかりだった新技術、テレビジョン放送（ブロードとテレビジョンのテレ）にあやかったネーミングである。

### バリエーション展開の開始
50年代中期にはテレキャスターの欠点を改良した新型のギター、ストラトキャスターが発表されたが、その後も根強い支持を受け、カタログ落ちすることなく、現在に至るまで製造が続けられている。50年代後半にはローズウッド指板のモデルも追加された。
1968年と69年にはサイケ・ブームもあってピンク・ペイズリーとブルー・フラワーの柄を貼り付けたモデルを発売した。壁紙を貼り付けて、シースルー塗装し、クリアを吹くという方法で製造された。1968年にはボディに中空部分を設けてfタイプのサウンドホールを開けたテレキャスター・シンラインモデルを追加。
1969年にはギターの指板に使われるローズウッドでボディとネックを制作したオール・ローズ・テレキャスターが発売される。ネックはローズウッド1ピースで、ローズ・ボディは軽量化のために中をくりぬいたホロウ加工されている。互いにホロウ加工したローズのボディ同士を薄いメイプルを挟んで接着した3層構造である。メイプルを挟んでいるのはローズウッド同士を接着することが困難だったためである。
1970年代に追加された他のバリエーションとしてテレキャスター・カスタムやデラックス、1983年に発売されたエリートなど派生機種が多数存在する。なお、1959年から68年まで発売されたモデルと72年に発売されたものと2種類ある「カスタム」については後者を「72年カスタム」と呼ぶことなどで区別するのが一般的である(下表を参照)。

### 現在のテレキャスター
フェンダー社はヴィンテージ・シリーズやカスタムショップのタイムマシン・シリーズなどで過去のモデルの再生産を行う一方、アメリカン・テレキャスターなどでは6分割のサドルや新開発のピックアップを搭載するなど、使い勝手と汎用性を備えたラインナップを展開している。
また、フェンダー社以外にも多くのメーカーがテレキャスターを模した、もしくは影響を強く受けたモデルを開発・製造している。

### 略年表
| 年度       | 仕様の変遷 | バリエーションモデルの発売・変遷 |
| ---------- | --- | --- |
| 1950年     | ブロードキャスターとして発売開始。 | |
| 1951年     | 一時期ヘッドの商品ロゴが剥がされる（通称ノーキャスター）。テレキャスターと名称を変更。 | |
| 1952年     | ピックアップセレクターが「フロントベーストーン/フロント/リア+フロント（ブレンドで調整）」から「フロントベーストーン/フロント/リア」に変更、同時に下側のポットがブレンドからトーンに変更。                                                                     | |
| 1953年     | ピックガードを固定するネジがマイナスからプラスへ変更。 | |
| 1955年     | ピックガードがブラック1プライからホワイト1プライに変更、塗装を変え白っぽい色に変更。サドルがブラスからスチールに変更。 | |
| 1957年     | ヘッドのストリングガイドが、ボタン型からカモメ型に変更。 | |
| 1958年後期 | サドルが溝なしスチールからネジを切ったようなスチール製スパイラル・サドルに変更。一時的に弦がボディの裏通しから、ブリッジプレートの後ろ留めに変更。 | |
| 1959年     | メイプルワンピースネックを廃止し、指板材をローズウッド（スラブボード）に変更、ボディにバインディングを施し、アッシュ材からアルダー材に変更。カラーバリエーションの追加。追加カラーには、3プライのピックガードを採用。ピックガードが5点留めから8点留めに変更。 | ←このモデルは通常仕様だが、カスタム・テレキャスターとしてバリエーションモデルのような扱いをされる場合がある。この仕様は68年まで継続。 |
| 1963年     | ローズウッド指板がスラブボードからラウンド貼りに変更。 | ←このモデルは通常仕様だが、カスタム・テレキャスターとしてバリエーションモデルのような扱いをされる場合がある。この仕様は68年まで継続。 |
| 1965年     | フェンダー社がCBSに売却、これ以前を"Pre-CBS"モデル、以降を"CBS期"モデルと呼ぶ | フェンダー社がCBSに売却、これ以前を"Pre-CBS"モデル、以降を"CBS期"モデルと呼ぶ                                                         |
| 1966年     | 社名ロゴがスパゲッティロゴから、トランジションロゴに変更。ローズウッドの代わりメイプル指板を選択できるようになる（貼りメイプル）。 | |
| 1967年     | 社名ロゴがCBSロゴに変更、"Telecaster"のロゴも大きくなる。ピックアップセレクターが「フロント/フロント+リア/リア」に変更。 | |
| 1968年     | サドルがスチール製スパイラル・サドルから溝の深いステンレス製に変更。フィニッシュがラッカーからポリウレタンに変更。 | テレキャスター・シンライン発売。ピックアップはシングルコイル搭載。                                                                    |
| 1969年     | 貼りメイプル廃止、メイプル・ワンピース・ネックが再開。 | ローズウッド・テレキャスター発売。 |
| 1972年     | | テレキャスター・カスタム発売、テレキャスター・シンラインに搭載されるピックアップがハムバッキングに。                                  |
| 1973年     | | テレキャスター・デラックス発売。 |
| 1982年     | 過去のテレキャスターのリイシューが始まる。 | 過去のテレキャスターのリイシューが始まる。                                                                                            |
| 1983年     | 枠なしブリッジ・プレート、6連サドルが採用。 | テレキャスター・エリート発売。 |
| 1985年     | Bill Schultzによる会社買収で"CBS時代"が終焉、現行のFMIC体制へ | Bill Schultzによる会社買収で"CBS時代"が終焉、現行のFMIC体制へ                                                                         |

## マール・トラヴィスとテレキャスター
カントリー・シンガーソングライターのマール・トラヴィス(Merle Travis)が1947年にポール・ビグスビーに特注したギターをレオ・フェンダーに貸し出し、それをもとにレオがテレキャスターを作ったという説がある。これはトラヴィス自身が語ることによって有名になった話で、エスクワイアとこのギターの共通点として、ソリッド・ボディのシングルカッタウェイ、片側6連のペグ、弦の裏通しなどがある。
この時期、当事者達にはそれぞれ面識があり、レオがビグスビーのギターを全く知らないと言うことは考えづらいが、レオはこの話を完全に否定している。ただ、ビグスビーは死ぬまで自分のアイディアを横取りされたと思い、レオを恨んでいたと言われる。
なお、問題のマール・トラヴィスのギターは、ボディとネックはバーズアイ・メイプル、指板はローズウッドの19フレットまで。ポジション・マークは3フレットがハート、5フレットがクローバー、7フレットがダイア、9フレッドがスペードである。ネック構造はスルーネック。ボディ・シェイプはむしろレスポール・モデルに似ているがボディトップはフラットである。ピックアップはブレード型ポールピースのシングルコイルがリアに1つ。ブリッジは木製で、バイオリンのテイルピースを模した装飾部材の前端に、ボディ裏から通された弦の出口が6つ並んでいる。コントロールはボリュームノブ3つとテレキャスターに似た3ポジション・スイッチが1つ。木製のピックガードに「MERLE TRAVIS」のインレイが入っている。特筆すべきはヘッドストックの形状で、バイオリンのヘッドストックを横から見た所をイメージしたとされるそれは、ストラトキャスターのヘッドストックに酷似している。

## 使用ミュージシャン

### 洋楽ミュージシャン

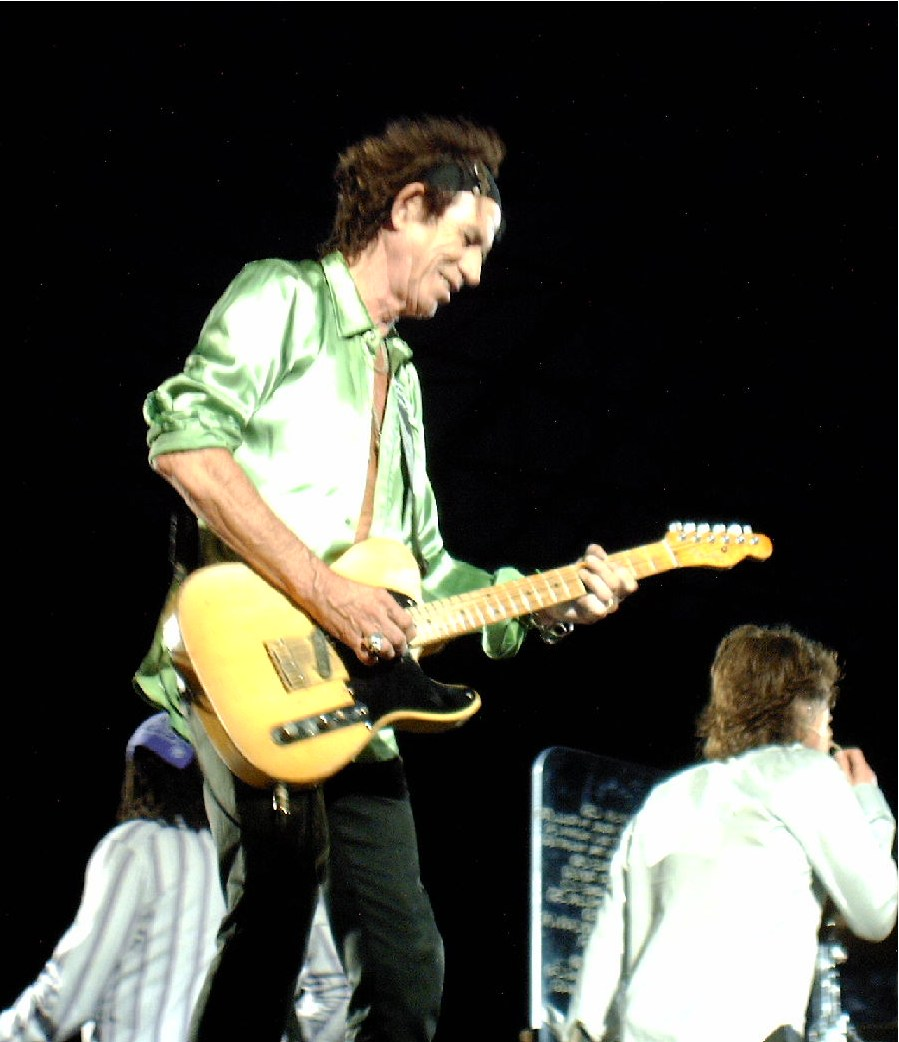
テレキャスターを弾くキース・リチャーズ

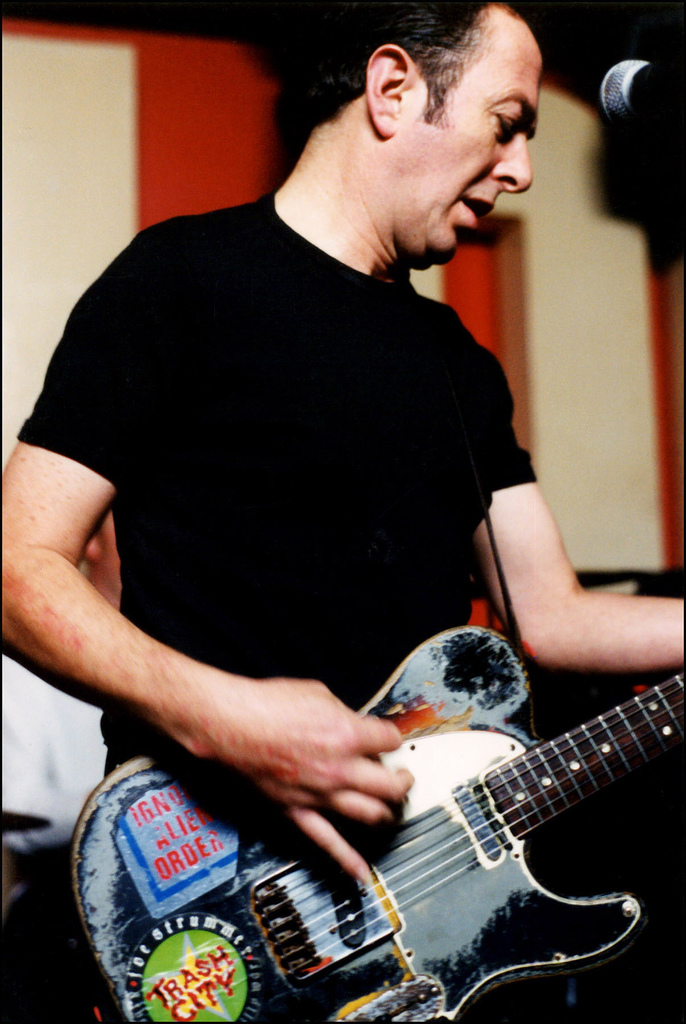
ジョー・ストラマーのテレキャスター

エレクトリックギター界において非常にポピュラーな存在で、多少の流行り廃りはあるが、1950年代から現在に至るまで、使用者はジャンルを問わず多い。また、バンドのボーカリストがギターを弾きながら歌うときに使用されることが多い傾向がある。
ジェームズ・バートン
1953年製のテレキャスターを愛用。言わずと知れた「ミスター・テレキャスター」。彼は、本来ワウンド弦であった3弦をプレーン弦に張り替え、チョーキングを簡単にした（当時、一般的に売られていたエレキギター用の弦のうち5弦(A)〜1弦(E)を6弦(Low E)〜2弦(B)の位置に張り、空いた1弦の位置にはバンジョーの1弦(D)を張る）。これが現在のライト・ゲージである。つまり、ジェームズ・バートンがライト・ゲージを開発したと言っても良い。ニュー・ギャロッピング奏法を開発し、バンジョー用のフィンガー・ピックで演奏するチキン・ピッキングを得意とする。
1970年からのエルヴィスのステージでは、ピンク・ペイズリー模様の69年テレキャスターを使用した。「エルヴィス・イン・コンサート」では、3ピックアップのテレキャスターを使っている。色々なギターに持ち替えているものの、ジェームズは「自分の愛用ギターは常に53年テレキャスターなんだ。持ち替えたのは面白そうだからだ。すべてのレコーディングに53年テレキャスターを使った」と発言している。
ジミー・ペイジ
ヤードバーズ在籍時代やレッド・ツェッペリンの初期においては、ジェフ・ベックから譲り受けた、ペイジがサイケデリック風にドラゴンのペイントを描いた1958年製のテレキャスターがトレードマークであった。また、ペイジが使用するレスポールは、ネックを薄く削り落し電気回路の変更等を行い、テレキャスターを意識したサウンドに調整されていると言われている。レコーディングでもテレキャスターは多用されたが、ステージにおいてもレッド・ツェッペリン後期のツアーにおいてブロンド（白っぽい）色や"Botswana Brown"と呼ばれる濃いチョコレート色の、ストラップによる2弦の1音ベンドができるパーソンズ製のBベンダー(ストリングベンダー)付きの、個体が使用された。ザ・ファームではテレキャスターがメインの使用ギターとして返り咲いた。レスポールに持ち替えてから作られた楽曲「天国への階段」のギターソロは、テレキャスターによるものである。
ジョー・ストラマー
シンガーが持つギターとしてのテレキャスターを広めた人物とされる。元は、サンバーストだった1966年製テレキャスターを黒に塗りなおして使用。この個体は、クラッシュ解散後も最晩年まで使われ続けた。こうしてボロボロになったテレキャスターを元に、クラッシュのデビュー30周年となる2007年、フェンダーから「ジョー・ストラマー・テレキャスター」が限定発売された。
キース・リチャーズ
現在はテレキャスターのイメージが強い彼だが、初期の頃はレス・ポールやセミアコといったギターを使用していた。1971年の「メイン・ストリートのならず者」セッション時にギターが大量に盗まれる事件が起きた。この事件後に集められたギターでテレキャスターを入手、1972年の北米ツアーからステージ初お披露目された。これが後に世界一有名な「ミカウバー」である。その後も、「テレキャスター・カスタム」、「ミカウバー」と並ぶ有名なテレキャスター「マルコム」等のテレキャスターを手にしていく。なおキースは、6弦をはずす「5弦オープンGチューニング」で有名だが、もちろんこれらのテレキャスターで使用されている。
ブルース・スプリングスティーン
「明日なき暴走」のジャケット写真では、彼が愛用のエスクワイヤーを抱え、クラレンス・クレモンズにもたれかかる、まるでライブの一場面を切り取ったかのような、有名な写真が使われている。メインのエスクワイヤーの他に、仕様の異なるテレキャスターを複数本所有。
ウィルコ・ジョンソン
ＵＳＡ製のメインギターの他にサブとしてジャパン製のテレキャスターを使用。指の出血を目立たなくさせるため、ピックガードが赤く塗られた黒いボディに仕様を統一している。
その他に、プリンスはフェンダーの物ではないが、ホーナー製のテレキャスタータイプ通称「MAD CAT」をデビュー当初からキャリア後期に至るまでメインのギターの1つとしてトレードマークにもなっている。
また、ジミ・ヘンドリックスは公演の直前にストラトキャスターのネックが折れてしまい、代替としてテレキャスターのネックをストラトキャスターにつけたと語られているが、実際にはテレキャスターのネックとストラトキャスターのボディには互換性は全くなく、取り付けることはできない。彼のギターはカスタム・モデルであった。

### 邦楽ミュージシャン
村上啓介
1991年WINDY ROAD Tourにて使用。